# ゲーツヘッド
ゲーツヘッド（英: Gateshead）は、イギリスのタイン・アンド・ウィアにあるタウンで、ゲーツヘッド自治市の中心地。1974年にタイン・アンド・ウェアが設置される以前は、ダラム州に帰属した。タイン川南岸の住宅地からなり、対岸のニューカッスル・アポン・タインとタインサイド都市圏を形成している。二都市には、ゲーツヘッド・ミレニアム橋など7本の橋が架かる。ザ・セージ・ゲーツヘッド、エンジェル・オブ・ザ・ノース、バルチック現代美術センターなど、ユニークな建築が多いことで知られる。

## 歴史
ゲーツヘッドのタイン川岸、現在の旋開橋のあたりに、ローマ時代は村落があった。「ゲーツヘッド」という地名は「（ローマの）街道の果て」、もしくはヤギが群棲していたことから「ヤギの岬」から転じたなどの説がある。
ベーダ・ヴェネラビリスの623年の記録に、ゲーツヘッド大修道院長としてウッタという人物が登場する。1068年にはウィリアム征服王が、ゲーツヘッドの丘（現在のロウ・フェルおよびシェリフの丘）でエドガー・アシリングとスコットランドのマルカム王を打ち破った。
中世を通じて、ゲーツヘッドはダーラム司教の支配下に置かれた。当時、この地域は農耕地が点在する森林であった。12世紀、ダーラム司教ヒュー・ド・ピュイゼは初めて発行した特許状で、ゲーツヘッドに森林の所有権を認めている。
この地域の炭鉱は、1344年の記録に初めて確認できる。タイン川貿易が盛んになるにつれ、ニューカッスル市民はゲーツヘッドの併合を画策するようになった。1576年には、ニューカッスルの小さな商人衆がゲーツヘッドとウィッカムの邸宅の「大賃借権」を取得している。1574年からの百年間でニューカッスル港の石炭船積量は11倍となり、ゲーツヘッドの人口もおよそ5500人に倍増した。しかし、賃借契約と豊富な石炭の供給は1680年に途絶える。通風と地下水の問題で、石炭の産出は頭打ちとなった。

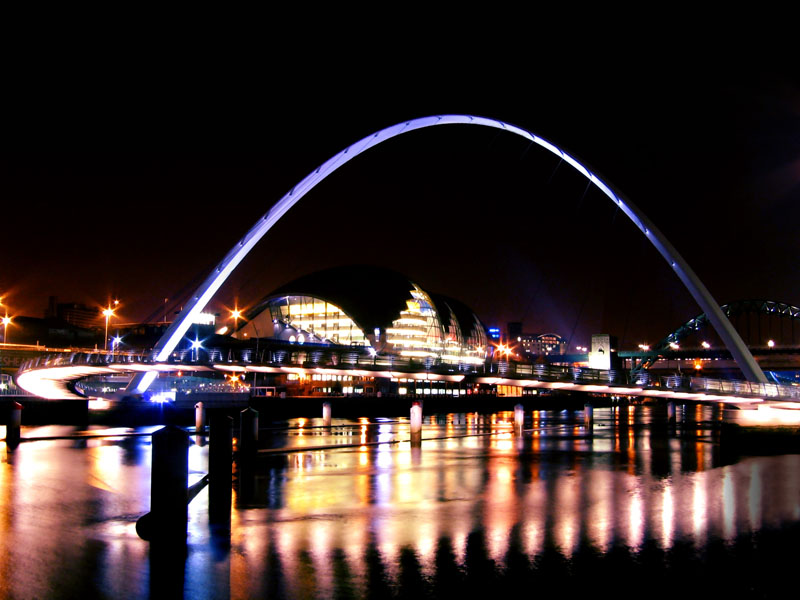
夜のゲーツヘッドふ頭─ゲーツヘッド・ミレニアム橋とザ・セージ・ゲーツヘッド

鍛冶屋のウィリアム・ホークスは1747年、ゲーツヘッドで、タイン川を航行する石炭船から卸してもらった鉄でビジネスをはじめた。このホークス・アンド・コーポレーションは碇や鎖など、需要が増大する品々をつくる、ノース最大級の鉄工所に成長した。産業革命の影響で、ゲーツヘッドの人口は19世紀中に10万人以上増加した。これにともない、市街地は南に拡大した。
1854年、波止場地区で壊滅的な爆発事故が起き、中世の遺産のほとんどが破壊された。その被害は対岸のニューカッスルにまで及んだ。
1840年にワイヤーロープの製法で特許を取得したロバート・スターリング・ニューオールは、リデル氏とゴードン氏との三人でゲーツヘッドに事務所を立ち上げた。ニューオールは海底電信ケーブルの分野でも、電線の被覆材にガタパーチャを使用するなどのイニシアチブを発揮した。1851年9月25日、ドーバー海峡に敷設された初のケーブルは彼が製作したものである。1853年にはブレーキドラムと、深海ケーブル敷設用のコーンを発明した。初の大西洋横断ケーブルの半分はゲーツヘッドでつくられた。彼は天文学にも関心を持ち、1871年、ゲーツヘッドの住まいに25インチの巨大望遠鏡を設置している。
1831年、ニューカッスル・アンド・ダーリントン鉄道（後のヨーク・ニューカッスル・アンド・バーウィック鉄道）が蒸気機関車の製作所を置いた。製作所は1854年、グリーンズフィールドに移転し、ゲーツヘッドは代わってノース・イースタン鉄道の生産拠点となった。機関車の生産機能は1909年、ダーリントンに移され、残った工場も1932年に閉鎖された。
ジョゼフ・スワン卿は1869年から83年まで、ケルズ通りのアンダーヒルズに住んでいたが、そこで白熱電球を発明した。その自宅は、世界で初めて白熱電球が灯った住宅となった。
1835年、ゲーツヘッドはダラム州内の自治市 (Municipal borough) になった。1889年までは特別市 (county borough) だったが、同年にホークス、クロウズヘイ・アンド・カンパニーなどの大雇用主が工場を閉鎖したため、失業者があふれた。それから第二次世界大戦まで、新聞は市議会に雇用の創出を働きかける失業者の姿を繰り返し報じた。これに世界大恐慌が拍車をかけ、事態を改善するため、1930年代中ごろにティーム・バレー産業地区が造成された。
1972年の地方行政法により、ゲーツヘッド特別市は1974年にフェリング、ウィッカム、ブレイドン、ライトンの各市街地区およびチェスター＝リ＝ストリートの地方自治区の一部と合併し、新しくゲーツヘッド自治市 (Metropolitan borough) が発足した。
過去十年間、町議会は町の活性化と市制施行を目的とした、長期的な開発計画を進めてきた。とりわけキーサイドでは広範な再開発が行われ、ほとんどの建物がこの期間に新築もしくは改築されたものである。

## 地理
ゲーツヘッド町はノース・イースト・イングランドのタイン・アンド・ウィア、およびダラム州にあり、タイン川南岸の北緯54度57分、西経1度35分に位置する。北大西洋海流を介して暖流のメキシコ湾流の影響を受けるため、緯度のわりに温暖である。また北ペナイン山脈の雨蔭にあたるため、イギリスで最も乾燥した地域のひとつとなっている。

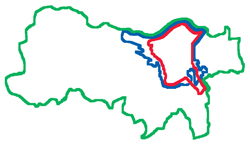
赤：1974年以前のゲーツヘッド特別市
青：ゲーツヘッド都市型地区
緑：ゲーツヘッド自治市

地勢は、ゲーツヘッドの最たる特徴のひとつである。230フィートのタイン河岸から徐々に標高を増し、市街を経てシェリフ・ヒルのクイーン・エリザベス病院で525フィートに達する。これは西のはずれに位置するティーム・バレーが平坦な低地になっているのと対照的である。ウィンドミル・ヒルズやウィンディ・ヌックからはニューカッスルといったタイン川流域の諸都市やサンダーランド、北海を一望できる。
国家統計局はこの町を、おおむね1974年以前のゲーツヘッド特別市と同じ区割りで都市型地区と定めている。しかし、ゲーツヘッド自治市はこの区域よりもかなり大きいため、地方行政上は周辺地域とほとんど区別されない。
公式にはそうでないが、ニューカッスル市街の真南に位置するゲーツヘッド町は郊外の地区とあわせてほとんど都市部とみなされている。また国家統計局から別々の都市型地区とされ、旧特別市にも含まれなかったフェリング、ヒワース、ピロー、ビル・キーは市街に近く、コナベーションを形成していることからゲーツヘッド町の一部とみなされることもある。
タイン川をはさんでニューカッスル市街の真南に位置するゲーツヘッドも、しばしばニューカッスルの一部とされることがある。ゲーツヘッド町議会とニューカッスル市議会は2000年、タイン川コナベーションのさらなる促進を目的に統一したマーケティングブランド名「ニューカッスルゲーツヘッド」を立ち上げた。これによって、ゲーツヘッド町民はノース・イースト圏外でニューカッスル─この地域で最大かつもっとも知名度のある都市─出身と答える可能性が高くなった。しかし、ノース・イーストではもっぱら、ゲーツヘッド、もしくは町内のデッカムやダンストンといった地区に住んでいると答えるだろう。

## 地区

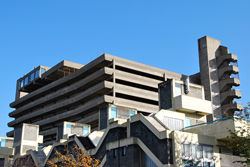
トリニティ・センター駐車場（のちに取り壊された）

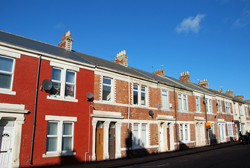
ベンシャム地区の平屋根式住宅

ゲーツヘッド町は以下の地区からなる。なかには、かつて別々の村落だったものが拡大する市街地に吸収されたケースや、全域が商業地、工業地、住宅地のいずれかひとつで占められるケースもある。これらの地名は公式なものではないため、その区画や境界は多くが重複している。
- ゲーツヘッドふ頭 (Gateshead Quays)
- ゲーツヘッド市街 (Gateshead town centre)
- ソルト・メドウズ (Salt Meadows)
- サンダーランド街 (Sunderland Road)
- ウィンドミル・ヒルズ (Windmill Hills)
- ベンシャム (Bensham)
- ティームズ (Teams)
- ソルトウェル (Saltwell)
- バートリー (Birtley)
- マウント・プレザント (Mount Pleasant)
- カー・ヒル (Carr Hill)
- シェリフ・ヒル (Sheriff Hill)
- ベーコン・ラフ (Beacon Lough)
- レケントン (Wrekenton)
- イートン・バンクス (Eighton Banks)
- ロー・フェル (Low Fell)
- リーム・レイン (Leam Lane)
- フェリング (Felling)
- ハーロウ・グリーン (Harlow Green)
- チョウディーン (Chowdene)
- ティーム・バレー (Team Valley)
- ロブリー・ヒル (Lobley Hill)
- ダンストン (Dunston)
- メトロ・センター (Metro Centre)

## 経済
欧州連合 (EU) 最大のショッピングセンターであるメトロセンターがある。当初、イギリス最大の商業用地だったティーム・バレー産業団地は、いまも国内有数の規模を維持している。

## 建築

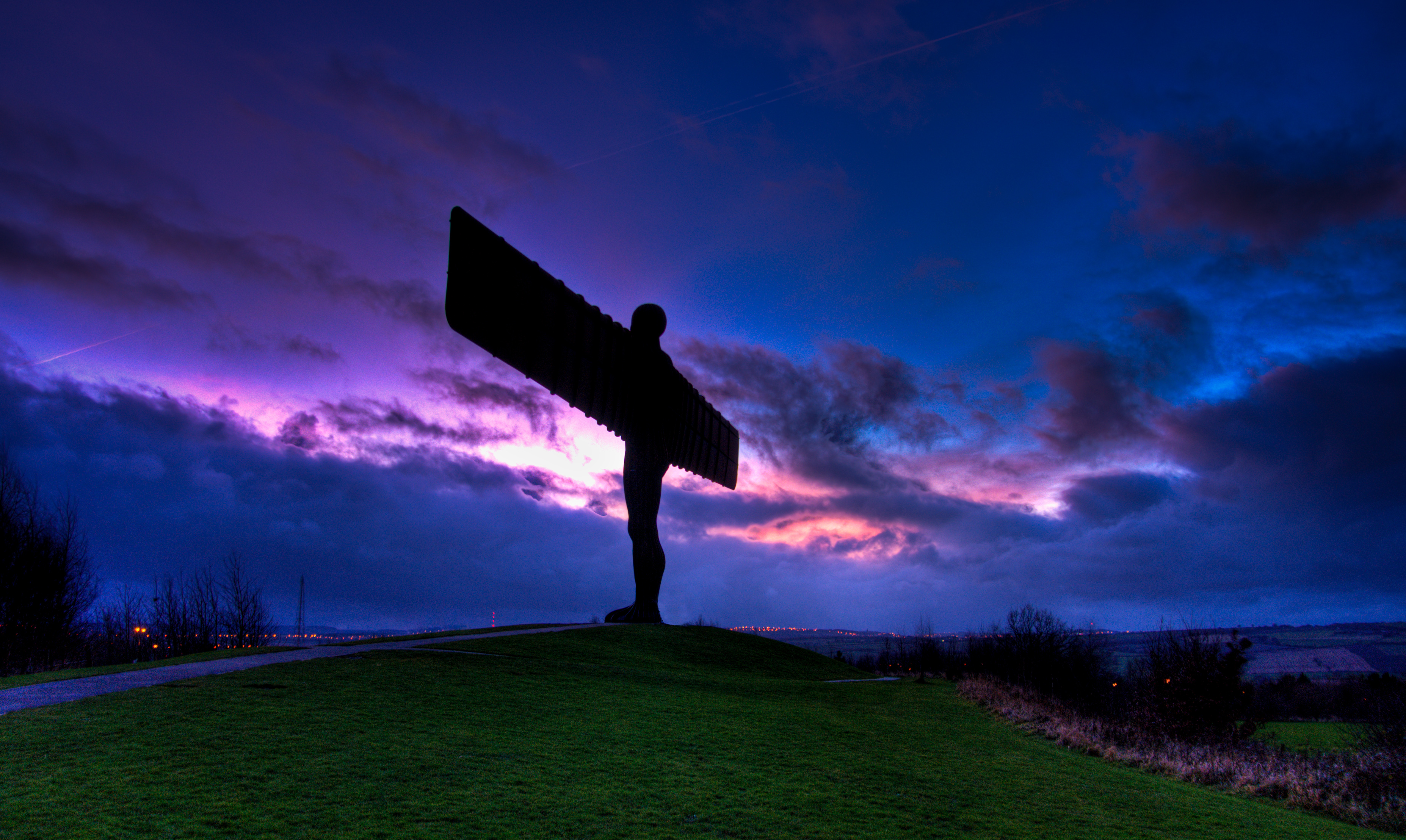
エンジェル・オブ・ザ・ノース

J・B・プリーストリーは『イングランド紀行』（1934年）のなかで「このような町を生み出す文明が真の文明と言えるだろうか」と述べ、さらに「人類の敵」が都市計画をしたように思えると付け加えている。著者の工業都市に対する見方を端的に表したこの暗い印象は、人々が抱くゲーツヘッドのイメージに大きな影響を及ぼしてきた。しかし、ゲーツヘッドはこの時代からずいぶん変わった。

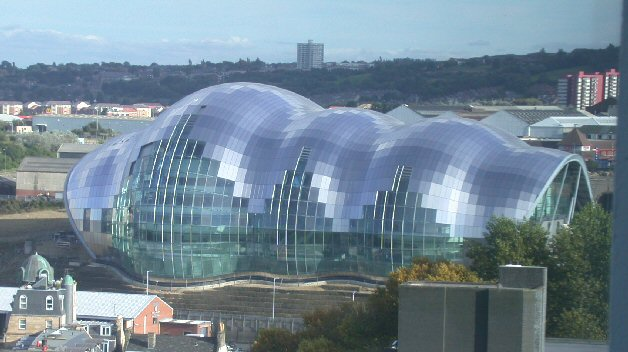
ザ・セージ・ゲーツヘッド

1853年から1860年までサウス・ディーンに住んでいた、有名なステンドグラス職人のウィリアム・ウェイルズは、おとぎ話に出てくるような宮殿をイメージしてソルトウェル・タワーズを設計した。ソルトウェル公園にあるその堂々たるヴィクトリア様式の邸宅は、小塔や頂銃眼（くれのお）にかたどられた輪郭が印象的である。豪華な調度品は、ジェラルド・ロビンソンから寄せられた。ウェイルズは1876年、余生をその屋敷で送れるならばとの条件つきで、ソルトウェル・タワーズを市民公園の一部として市に売った。
オーウェン・ラダーが設計した、ブルータリズムのトリニティ・センター駐車場は、2010年に解体されるまでの長きにわたって市中心部で最高の高さをほこっていた。1960年代の中心部活性化事業の一環としてつくられたこの駐車場では、マイケル・ケイン主演の映画「狙撃者」（1971年）の撮影も行われた。この映画のリメイク版「追撃者」（2000年）で主役を演じたシルヴェスター・スタローンは、この建物を登録文化財にする運動をおこしたが、うまくいかなかった。駐車場の解体は2009年に行われる予定であったが、再開発計画を策定したテスコ社と市議会の折り合いがつかず、延期された。市議会は、テスコ・メガストアを中心に店舗、レストラン、カフェ、バー、オフィス、学生向けの宿泊施設を開発するという当初の計画通りにテスコ社が開発する確証を得られていなかった。そのため、テスコ社が当初の計画に従うまで解体を認めないという形で、駐車場を交渉材料として効果的に利用した。最終的に、解体作業は2010年7月から8月にかけて行われた。
ダンストン地区にも、オーウェン・ルーダーの手になるブルータリズムの好例、ダーウェント・タワーがある。トリニティ駐車場と同じく、このタワーも解体予定で、文化財登録のための運動も失敗している。
市議会は近年、ゲーツヘッド・キーズ文化地区開発事業を推進している。2001年に建設され、その翌年ジェームズ・スターリング建築賞を受賞したゲーツヘッド・ミレニアム・ブリッジはその一例である。製粉所は、バルチック現代美術センターに生まれ変わった。2004年12月17日にオープンした、ノーマン・フォスター設計のザ・セージ・ゲーツヘッドは、音楽ライブや舞台の会場になっている。1990年には、200エーカーの空き地を活用してゲーツヘッド・ガーデン・フェスティバルが開催された（現在、その会場はほとんどが住宅地になっている）。
ゲーツヘッドは、パブリックアートの美術館でもある。なかでも代表的な高さ20メートル、全長54メートルのエンジェル・オブ・ザ・ノースは、イギリス最大の造形物である。アントニー・ゴームリーが設計し、1998年に建設された。市南部のA1やイースト・コースト本線から見ることができる。ほかにもリチャード・ディーコン、コリン・ローズ、サリー・マシューズ、アンディー・ゴールズワージー、ゴードン・ヤングらの作品がある。

## スポーツ
例年、夏のあいだ、ゲーツヘッド国際スタジアムでは陸上競技の国際大会やラグビーリーグの試合が行われる。ラグビーリーグではゲーツヘッド・サンダー、サッカーではゲーツヘッドFCが本拠地としているが、両チームとも過去に苦難を経験した。ゲーツヘッドFCは1960年代、ピーターバラ・ユナイテッドFCと入れ替わりでフットボール・リーグから落とされた。ゲーツヘッド・サンダーもハルにスーパーリーグでの地位を奪いとられた（公式には合併と呼ぶ）。しかし、主にサポーターの尽力によって、下級リーグでそれぞれの活動を続けることができた（新たなゲーツヘッド・サンダーは2015年に買収され移転して、ニューキャッスル・サンダーとなった）。国際スタジアムではアメリカン・フットボールのゲーツヘッド・セネターズも活動しており、2006年にはイギリス・アメリカンフットボールリーグの北部カンファレンス選手権会場になった。オージーフットボールでは、ゲーツヘッド・マイナーズがイギリスのナショナル・リーグに所属している。

## 交通
地下鉄ではタイン・アンド・ウィア・メトロのゲーツヘッド・インターチェンジ駅とゲーツヘッド・スタジアム駅があり、ニューカッスル中央駅やニューカッスル国際空港、サンダーランド、タインマス、サウス・シールズまで直通で行ける。
ゲーツヘッド・インターチェンジはタイン・アンド・ウィア地方で最も利用客の多いバスターミナルで、2008年には390万人が利用した。
ナショナル・レールでは、ノーザン・レールがダンストン駅とメトロセンター駅を置いている。ロンドンからエディンバラに至るイースト・コースト本線は、ニューカッスル中央駅からチェスター＝ル＝ストリート駅のあいだで市街を縦断する。市内にはゲーツヘッド、ロウ・フェル、ベンシャム、ウェスト・ゲーツヘッドの各駅があったが、1952年、1954年、1965年に段階的に廃止され、現在、この路線の駅はない。
道路では、ロンドンとエディンバラを結ぶA1や、ここを起点にサンダーランドへ通ずるA184がある。
市内にはタイン川南岸に沿うキールマンズ道（自転車国道14号線）など、多くの自転車道が走っている。このほかには、フェリングに至る東ゲーツヘッド自転車道、市中心部とダンストンおよびメトロセンターを結ぶ西ゲーツヘッド自転車道、バートリーやウレケントン、エンジェル・オブ・ザ・ノースに行けるダラム方面の各自転車道がある。

## 宗教
現在の市内におけるキリスト教化は、ベーダ・ヴェネラビリスがゲーツヘッドの修道院について述べている7世紀には遅くとも始まっていた。教会は1080年に焼失し、ダラム司教も逃げ遅れて殉教した。その近くに建てられたセント・メアリーズ教会が、1820年代まで町で唯一の教会であった。この教会堂が現在、キーサイド最古の建築物であることは疑いを容れない。
市内のイングランド国教会の教会は、人口が急増して市域が拡張した19世紀に多くが建てられた。そのほかの宗派の教会にも、有名なものや大きなものが多い。
ベンシャム地区は259家族の超正統派ユダヤ人が住んでいることから、非ユダヤ人から「リトル・エルサレム」と呼ばれている。地区にはヨーロッパ最大のイェシーバーであるゲーツヘッド・イェシーバーなど、国際的なユダヤ系教育機関が集中する。それらはホロコースト後の戦後ヨーロッパで、最大の正統派ユダヤ系教育複合体になった。
イスラームはごく少数だが、ベンシャム地区にクルド系のモスクがある。
2001年の国勢調査では、ゲーツヘッド自治市で無宗教の割合が10%を上回った。

## 観光
デイリー・テレグラフ紙は、2007年以前にゲーツヘッドへ観光に来た女性に対して、入国管理官が「入国理由が信用できない」として、イギリスへの入国を拒んだことがあったと報じた。イギリスのずさんな出入国管理について取り上げた、2007年1月23日付ガーディアン紙のスティーブ・ボガンによる記事では、ニューカッスル＝ゲーツヘッド地方への観光にロンドンの役人が信じられないほど不案内であるとの調査結果が述べられている。

## 姉妹都市･提携都市
- サン･テティエンヌ･デュ･ルヴレ （フランス共和国 ノルマンディー地方 セーヌ･マリティーム県）
- 小松市 （日本国 中部地方 石川県） - 1991年（平成3年）8月2日 姉妹都市提携。

## ゆかりの人物
- エリザー・アドラー - 市内のユダヤ人コミュニティの草分け
- マーカス・ベントリー - 「ビッグ・ブラザー」の語り手
- ウィリアム・ブース - 救世軍の創立者
- キャサリン・ブース - ウィリアムの娘。救世軍の活動をヨーロッパ大陸部に拡大
- メアリー・ボウズ - 「非運の伯爵夫人」を著した貴族
- イアン・ブランフット - サッカーのマネージャー
- アンディ・キャロル - サッカー選手
- フランク・クラーク - サッカー選手、マネージャー
- デービッド・クレランド - 労働党の国会議員
- ジョゼフ・コーエン - 急進派の政治家
- スティーブ・クラム - 中距離走の陸上選手
- エミリー・デービス - 教育改革者、フェミニスト。ケンブリッジ大学にガートン・カレッジを創立
- ダニエル・デフォー - 作家、政府官僚
- ルース・ドッズ - 政治家、作家。市内のリトル・シアターの共同創設者
- ジョナサン・エドワーズ - 陸上競技選手、テレビ司会者
- 初代ジョージ・エリオット准男爵 - 工業家、国会議員
- ポール・ガスコイン - サッカー選手
- アレックス・グラスゴー - シンガーソングライター
- アブロホム・グルウィッツ - ラビ。ゲーツヘッド・イェシーバー学長
- リーブ・グルウィッツ - ラビ。ゲーツヘッド・イェシーバー元学長
- ジル・ハーフペニー - 女優
- チェルシー・ハーフペニー - 女優。ジルのめい
- デヴィッド・ホジソン - サッカーのマネージャー
- シャロン・ホジソン - 国会議員
- ノーマン・ハンター - サッカー選手。1966 FIFAワールドカップイングランド代表として優勝に貢献
- ドン・ハッチソン - サッカー選手
- ブライアン・ジョンソン - バンド「AC/DC」のボーカル
- トミー・ジョンソン - セルティックFCなどでプレイしたサッカー選手
- ハワード・ケンドール - サッカー選手、マネージャー
- ジョン・トマス・ルーニー - シェイクスピア研究者
- ゲイリー・マディン - サッカー選手。シェフィールド・ウェンズデイFC所属
- ジャスティン・マクドナルド - 俳優
- ロウリー・マクメネミー - サッカーのマネージャー、評論家
- ロバート・スターリング・ニューオール - 工業家
- ベザレル・ラコウ - ラビ
- ジョン・ウィリアム・レイナー - エースパイロットにして第二次世界大戦の英雄
- ジェームズ・レンフォース - こぎ手
- ボビー・ロブソン - サッカー選手、マネージャー
- ウィリアム・シールド - 国王の音楽師範
- クリスティーナ・ステッド - オーストラリアの小説家
- ジョン・スティール - バンド「アニマルズ」のドラム
- スティーヴ・ストーン - サッカー選手
- ジョゼフ・スワン - 白熱電球の発明者
- クリス・ワドル - サッカー選手
- ウィリアム・ウェイルズ - ステンドグラス職人
- テイラー・ウェイン - ポルノ女優
- ロバート・スペンス・ワトソン - 篤志家
- シルビア・ウォー - メニム一家シリーズで知られる児童文学作家
- クリス・ウィルキー - バンド「ダブスター」のギター
- ピーター・ウィルソン - オーストラリアのサッカー選手。ゲーツヘッドFCに所属した後、1974 FIFAワールドカップでオーストラリア代表のキャプテンを務めた
- トマス・ウィルソン - 詩人
- ロバート・ウッド - オーストラリアの上院議員。1963年、同国に帰化した